# Francisco Bonilla Martí
Francisco Bonilla Martí   (Navaixes, 1 de setembre de 1911 - València, 16 de març de 1994) fou un eminent obstetre i ginecòleg valencià. És pare del doctor i catedràtic Fernando Bonilla.

## Biografia
Instruït pels jesuïtes de València, va iniciar, aconsellat pel seu oncle, el professor Miguel Martí Pastor, els estudis de medicina als quinze anys. Es va llicenciar per la Universitat de València, obtenint el premi extraordinari. En 1934 va marxar a Madrid on, sota la direcció del professor Gregorio Marañón, es va doctorar per aquesta Universitat amb la tesi L'acció de l'ovari sobre el metabolisme dels hidrats de carbono. Més tard es va especialitzar en ginecologia per la Clínica Universitària de Frankfurt (Alemanya), on se centrà en l'estudi de la possible influència de la tiroide en l'etiologia de l'eclàmpsia. Durant aquesta època va publicar en la revista alemanya Monatschrift.
Finalitzada la Guerra Civil Espanyola, va tornar a Espanya com a professor de la Universitat de València. En 1941 fou designat, per oposició, director de la maternitat provincial d'Albacete. La seva gestió en aquesta institució fou un èxit, realitzant una important tasca d'atenció i de modernització. Per aquest motiu, la ciutat d'Albacete li dedicà un carrer amb el nom de Doctor Bonilla.
Des de 1948 fou catedràtic de Ginecologia de la Facultat de Medicina de la Universitat de València. Va arribar a tindre un gran prestigi professional per la seva labor desenvolupada principalment en la Universitat i l'Hospital Clínic i la històrica maternitat La Cigüeña. Després de la seva incorporació a la càtedra, Francisco Bonilla va apostar pel treball en equip. Organitzà el servei en seccions, dirigides per experts amb una clara vocació interdisciplinària. La seva especial capacitat d'organització i el seu lideratge aconseguit en la definició d'una estructura de servei, es manté en l'actualitat.
En matèria de citogenètica, tan sols vuit anys després del coneixement precís del cariotipus humà, el grup encapçalat per Francisco Bonilla va presentar en el IV Congrés Nacional de Ginecòlegs Espanyols, celebrat a Sant Feliu de Guíxols, en 1964, un document titulat Cromosomes en ginecologia, fonamental per a l'estudi de la citogenètica a Espanya. Per al desenvolupament dels estudis en aquest camp, el professor Bonilla Martí va comptar amb la col·laboració de Gerónimo Forteza. En matèria d'endocrinologia, va impulsar una important tasca d'investigació sobre la tècnica de laboratori per a l'estudi dels metabòlits hormonals en l'orina.
Es va jubilar en 1978. Fou mestre d'una generació de metges espanyols al llarg de cinquanta anys. Alguns dels seus aparells de treball es troben al Museu Historic Mèdic de la Universitat de València, amb els d'uns altres rel·levants professionals de la tocoginecologia com Francesc de Paula Campà i Manuel Candela. En memòria seva, la Societat Espanyola de Ginecologia i Obstetrícia, SEGO, concedeix any enrere any, entre d'altres, els premis que porten el seu nom.

Es va casar amb l'aristòcrata María Dolores Musoles Barber, filla de Fernando Musoles Martín, baró de Campolivar. El matrimoni va tenir quatre fills. El professor Bonilla Martí és la segon baula d'una saga de ginecòlegs que va iniciar en 1918 el seu oncle, el professor Miguel Martí Pastor (1876-1952), que fou successor en la seva càtedra de Francesc de Paula Campà, fundador, amb el doctor Manuel Candela, de la tocoginecologia valenciana en la segona meitat del segle xix. La tradició ginecològica ha estat continuada pel seu fill, el doctor Fernando Bonilla i pel seu net, el doctor Francisco Bonilla Bartret.

## Herència
Francisco Bonilla Martí ha estat una rellevant figura en la ginecologia espanyola. Fou un mestre de professionales de la medicina, encarregat de la formació d'una generació de ginecòlegs espanyols.
Al llarg dels més de trenta anys de carrera, i fonamentalment des de 1948, va emprendre una frenètica activitat investigadora, formant en València un equip de professionals els quals van abordar molts fronts científics i va introduir noves idees. El seu treball ha estat el fonament del prestigi de l'Escola valenciana de ginecologia, esdevinguda en l'actualitat una de les més importants i influents del món.